# 鳥羽マリンターミナル
鳥羽マリンターミナル（とばマリンターミナル）は、三重県鳥羽市鳥羽一丁目にある旅客船ターミナル。鳥羽港の佐田浜地区に位置する。鳥羽市営定期船の主基地とするべく、鳥羽港湾センター・旧佐田浜桟橋のすべてと中之郷桟橋の一部の機能を統合する形で、2011年（平成23年）4月1日の新・鳥羽港佐田浜地区の開港に合わせて開業した。乗船のための切符売り場や待合室としての役割にとどまらない「多機能交流施設」を掲げ、みなとオアシスとばの中核施設に位置付けられている。
本項では鳥羽マリンターミナルの前身である鳥羽港湾センター（とばこうわんセンター）についても記述する。

## 施設

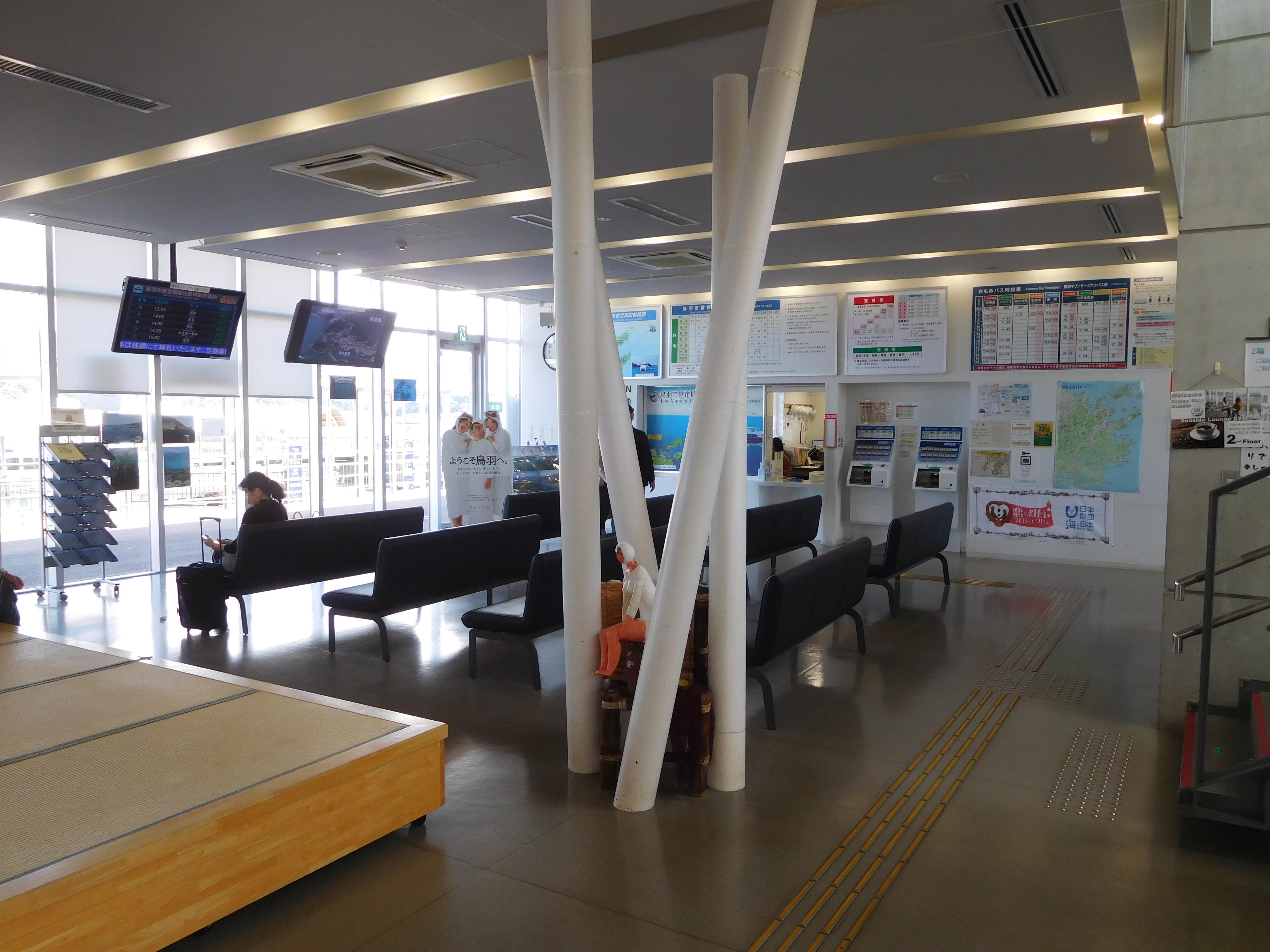
交流ホール（待合室）

1階に券売所や待合室などの集客機能、2階にラウンジやデッキなどの交流機能を主に配置し、鳥羽市定期船課や志摩マリンレジャー本社など事務所機能も有する。2016年（平成28年）7月に行われた、鳥羽市民と観光客へのアンケート調査では、清潔で使いやすいという高評価と旧施設（港湾センター）に比べて遠いという低評価があり、売店・コンビニエンスストアなどがほしいという要望が上がった。開業当初は売店があったが、2014年（平成26年）に撤退した。
| 階  | 主な施設 |
| --- | --- |
| 2階 | 志摩マリンレジャー本社事務所、三重県鳥羽港管理事務所、カフェ（シーラウンジSYM）、交流ラウンジ、交流デッキ                                                |
| 1階 | 交流ホール（待合室・情報コーナー）、切符売り場（鳥羽市営定期船・志摩マリンレジャー）、鳥羽市定期船課、鳥羽マリンターミナル管理事務所、会議室、荷物取扱所 |

### 館内[3]
施設は鳥羽市の所有で、鳥羽市建設課が所管し、鳥羽市開発公社が指定管理者として管理運営する。開館時間は6時40分から20時20分までで、年中無休である。交流を冠した3施設と会議室は有料で貸し出され、イベントなどに利用される。館内では公衆無線LAN・FREESPOTを開放する。
専用駐車場は持たず、自動車利用者は周辺の佐田浜第1・第3駐車場（有料）を利用することになる。駐輪場は無料で、30台分用意している。
建物は日新設計（出口基樹）の設計、TSUCHIYA・宮崎特別共同企業体の施工によるもので、第31回三重県建築賞の一般部門入選作品である。鉄骨造2階建てで、建築面積981.47 m2、延床面積1,521.35 m2（1,345.35 m2とする資料もある）である。整備費用は約4億円。真珠のネックレスをイメージした外観をしており、夜間には「真珠」部分のLEDライトが点灯し、周囲から夜景として見せることを意識した設計になっている。
三重県による津波想定によると、鳥羽マリンターミナルを含む佐田浜地区には、地震発生から28分後に1 - 3 m 級、1時間46分後に3 - 5 m 級の津波が襲来すると想定されている。5 m を超す津波が押し寄せると2階建ての建物は水没するため、マリンターミナルは津波避難ビルには指定されていない。最寄りの津波避難所は鳥羽国際ホテル駐車場または日和山山頂公園となる。

### 船乗り場（桟橋）

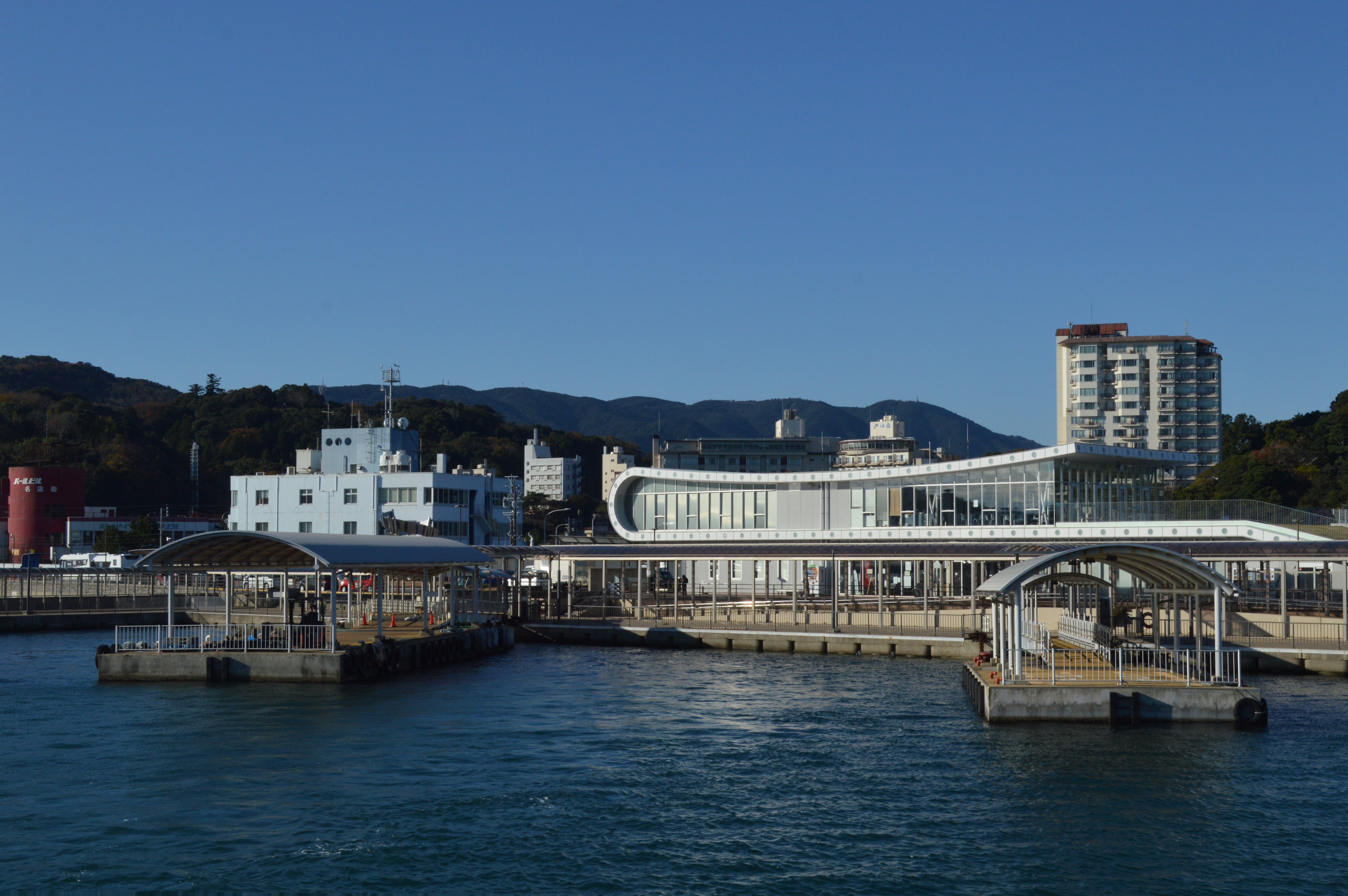
佐田浜桟橋

マリンターミナルの桟橋は、旧佐田浜桟橋から佐田浜の名称を継承しており、市営定期船の公式案内ページでは、「佐田浜（鳥羽マリンターミナル）」、「Sadahama means Toba Marine Terminal」という注記を入れている。ドック（浮桟橋）は5つあり、最大10隻の船を停泊させることができる。1・2番乗り場を志摩マリンレジャー、7 - 10番乗り場を鳥羽市営定期船が利用する。市営定期船の7 - 10番乗り場は行き先によって固定せず、臨機応変に使用している。なお、8番乗り場と9番乗り場の桟橋の間隔は18 mで、強風にあおられて定期船同士が接触するおそれがあるとして、鳥羽市は同時に接岸しないようにしている。これに対して桟橋を整備した三重県は、物理的には2隻同時に入れるはずだと反論している。
| 番 | 用途・行き先                                                         | 事業者             |
| -- | -------------------------------------------------------------------- | ------------------ |
| 1  | 鳥羽湾めぐりとイルカ島                                               | 志摩マリンレジャー |
| 2  | 鳥羽湾めぐりとイルカ島                                               | 志摩マリンレジャー |
| 3  | 遊覧船・観光船乗り場                                                 |                    |
| 4  | 遊覧船・観光船乗り場                                                 |                    |
| 5  | 遊覧船・観光船乗り場                                                 |                    |
| 6  | 遊覧船・観光船乗り場                                                 |                    |
| 7  | 坂手行き、菅島行き 桃取行き、答志行き、和具行き 神島行き、中之郷行き | 鳥羽市営定期船     |
| 8  | 坂手行き、菅島行き 桃取行き、答志行き、和具行き 神島行き、中之郷行き | 鳥羽市営定期船     |
| 9  | 坂手行き、菅島行き 桃取行き、答志行き、和具行き 神島行き、中之郷行き | 鳥羽市営定期船     |
| 10 | 坂手行き、菅島行き 桃取行き、答志行き、和具行き 神島行き、中之郷行き | 鳥羽市営定期船     |

### バス乗り場
鳥羽市のコミュニティバス・かもめバスの全5路線がマリンターミナルに乗り入れている。一部乗り入れない便やマリンターミナルを終点とする便もある。バス停の名称は「鳥羽マリンターミナル（佐田浜）」。
| 系統 | 行き先           | 行き先        |
| ---- | ---------------- | ------------- |
| ■1   | 安楽島           | 小浜漁協前    |
| ■2   | ウィスタリアン前 | 小浜漁協前    |
| ■3   | 鳥羽小学校       | 小浜漁協前    |
| ■4   | 鳥羽小学校       | 高丘町 石鏡港 |
| ■5   | 国崎             | 国崎          |

鳥羽市は、市営定期船とかもめバスを乗り継ぐ場合、佐田浜桟橋で「乗継割引券」を受け取ってバス降車時に提示すると運賃が100円引きになるサービスを行っている。また鳥羽マリンターミナルから中之郷桟橋までの区間は「乗継割引券」の提示で無料となる。

## みなとオアシスとば

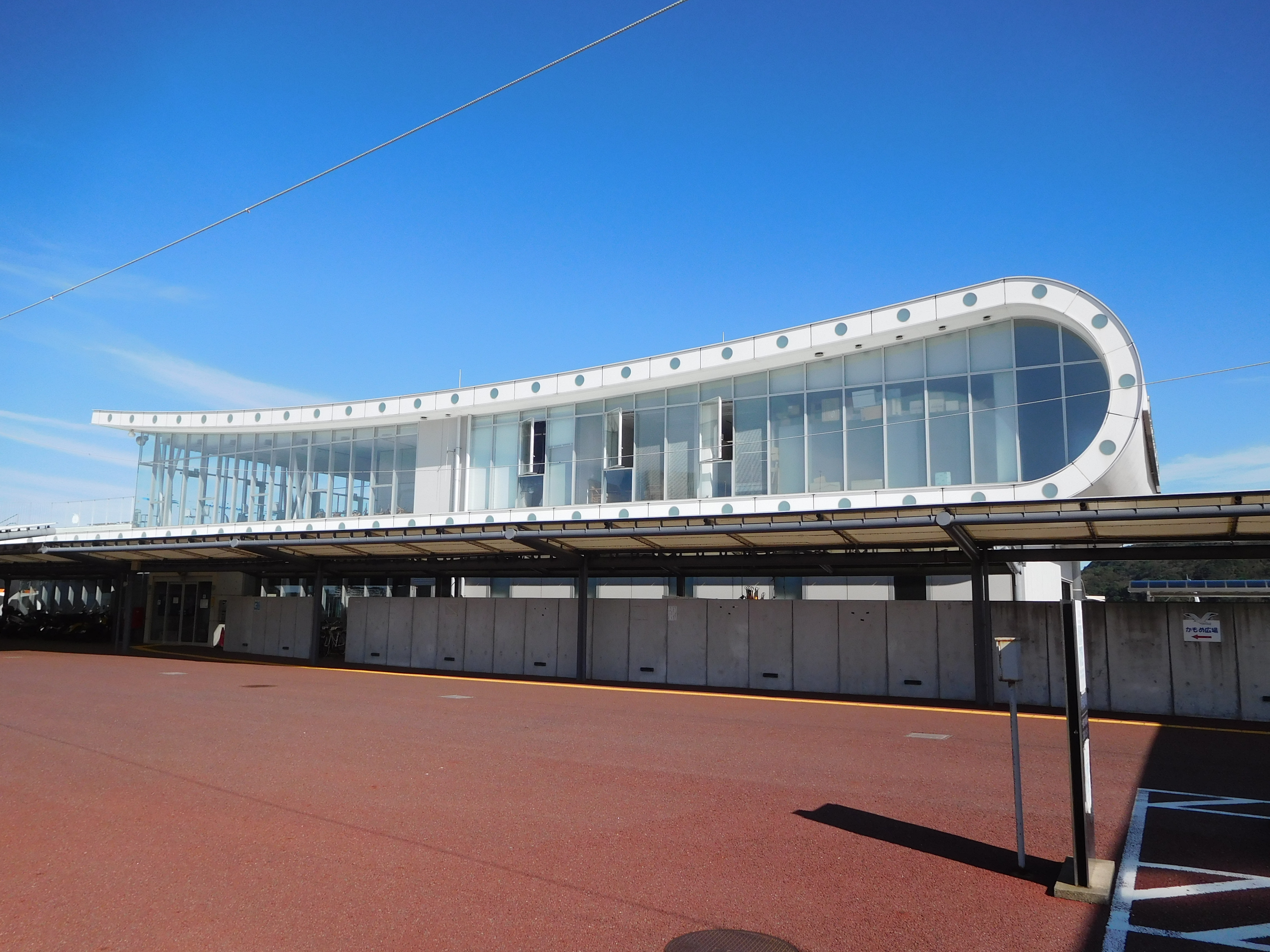
交流広場

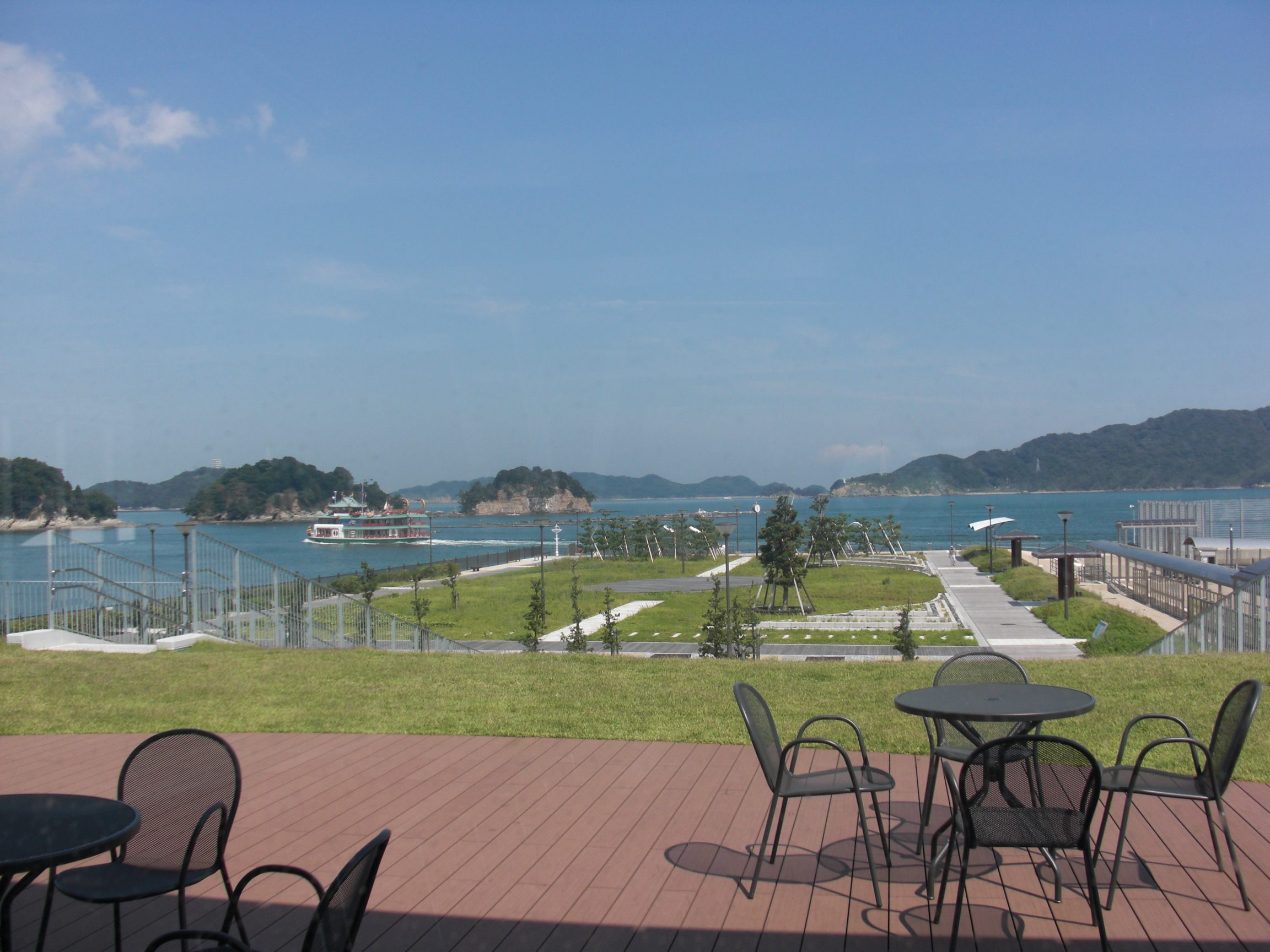
かもめ広場（奥）とマリンターミナル交流デッキ（手前）

みなとオアシスとばは、マリンターミナルを拠点とし、隣接する交流広場、緑地公園と鳥羽駅寄りに位置する鳥羽マルシェの計4施設で構成されている。みなとオアシスの所管は鳥羽市建設課であるが、マリンターミナル・交流広場・緑地公園は鳥羽市開発公社、鳥羽マルシェは鳥羽マルシェ有限責任事業組合がそれぞれ指定管理者として管理運営に当たっている。催事として、毎年7月の鳥羽みなとまつり、不定期開催の野外ライブ、朝市・フリーマーケットなどを開く。
マリンターミナルを含む佐田浜一帯の沿岸部は、法的な罰則はないものの、釣りが禁止されている。船舶の航行と通行人への安全のためとされる。

### 交流広場
交流広場は、マリンターミナルの西側入り口に隣接し、イベントスペースとして利用されている。朝市などの集客交流イベントのほか、船で離島から来た市民向けの健康診断の会場となったこともある。

### 緑地公園（かもめ広場）
マリンターミナルの2階と「緑化斜面」でつながった公園で、公募により「かもめ広場」の愛称が付けられている。利用者が散策しながら鳥羽港の風景を楽しむことができるように整備された。面積は7,317 m2である。
公園と斜面は一体的に活用することができる。例えば、斜面を客席に、公園をステージにした野外コンサート会場としての利用がある。

## 港湾センター

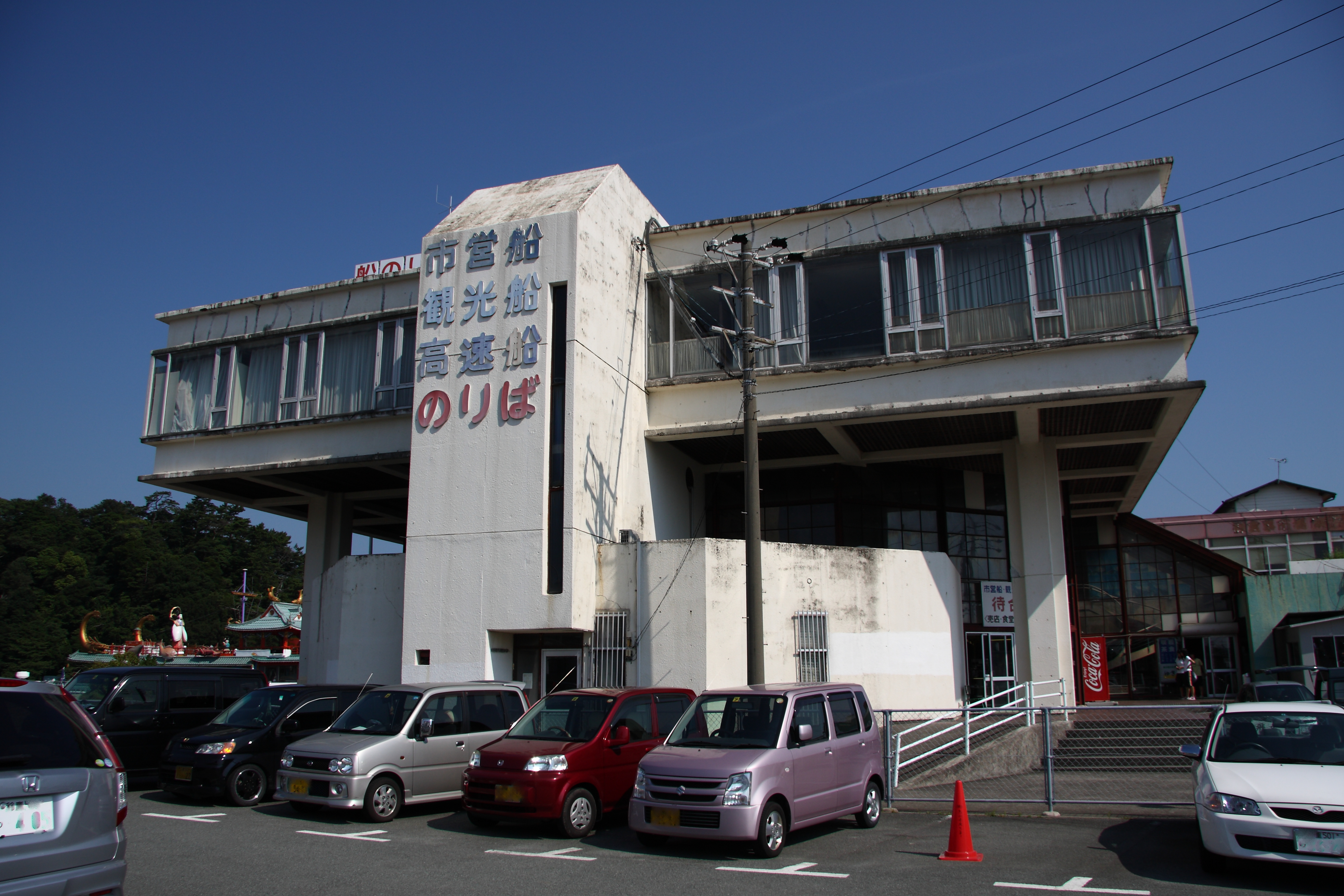
在りし日の鳥羽港湾センター（2010年）

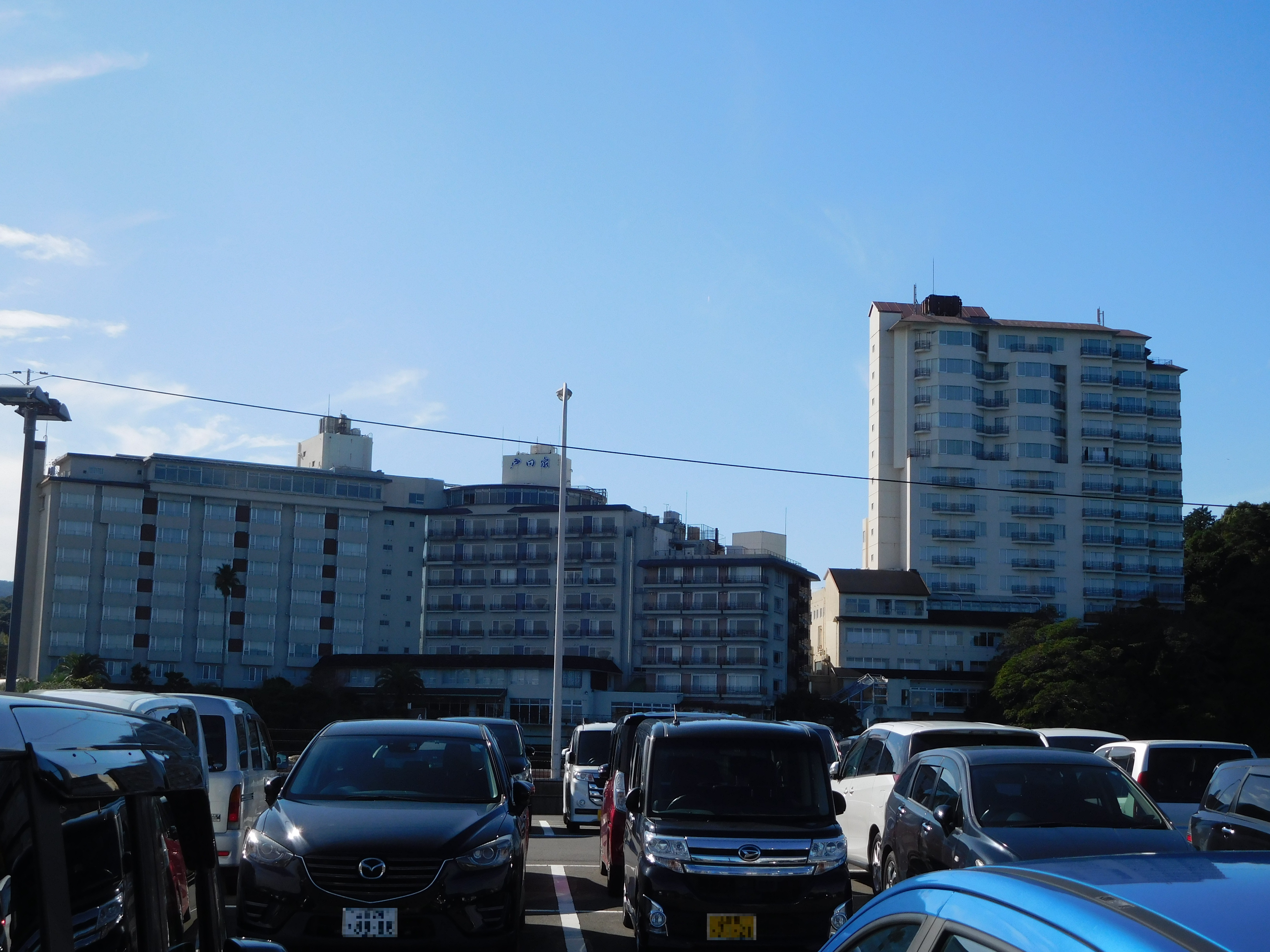
港湾センター跡地にある佐田浜第3駐車場
奥の建物は旅館・戸田家

鳥羽港湾センター（とばこうわんセンター）は、三重県鳥羽市鳥羽一丁目2383番地4に存在した旅客船ターミナル。第三セクター「株式会社鳥羽港湾センター」が管理運営していた。海陸交通機関の接点となる港湾施設として、1970年（昭和45年）に隣接する鳥羽パールビルと一体的に整備され、閉鎖直前の2010年（平成22年）には1日約5,000人が利用していた。
建物は海上静一建築設計事務所の設計、構造計画研究所の構造設計、海上静一建築設計事務所と鳥羽市土木部の工事監理、南建工業の施工によって1970年（昭和45年）7月に竣工した。鉄筋コンクリート構造一部鉄骨構造の中2階を持つ2階建てで、敷地面積3,900 m2、建築面積1,325 m2、延床面積2,200 m2であった。佐田浜桟橋に港湾機能が移る前に使用していた岩崎桟橋には、1960年（昭和35年）8月23日に「レストハウス」が完成したといい、その後継施設と見ることもできる。
1階に待合室、佐田浜港に発着する各社のカウンター、鳥羽市定期船課佐田浜分室、喫茶店、売店、中2階に食堂、2階に観光遊覧船やフェリー会社の事務所があった。開業時はカウンターを含め12の店舗があったが、2005年（平成17年）に食堂が撤退して以降経営状況が悪化し、閉鎖時には4店舗まで減少していた。
設計者の海上静一建築設計事務所は各社共通の「オープンカウンター」を提案したが、事業者側が反対したため、待合室を中心に各社のカウンターがそれぞれ分散配置されるフロア構成となった。待合室の天井高は6.5 m、架構のスパンは20 mとすることで広々とした空間を確保したことが特徴であり、入り口前に団体客が集合できるプラザを設け、裏手に将来的な拡張用地として暫定的に駐車場を整備していた。床は磁器タイルを敷き詰めていた。
イベント会場として、流木と粘土で作った海洋生物を展示する「鳥羽まちなみ水族館」、新聞記事などで伊勢志摩の観光史を回顧する「温故知新 伊勢志摩の観光と自然プレイバック展」、雛飾り、海女小屋のクリスマスなどの催事が開かれた。閉鎖直前の2011年（平成23年）3月4日には、地元のミュージシャンによるさよならコンサートが開かれ、マリンターミナルの開業をもって役割を終えた。
港湾センターに設置していた公共交通案内システム（ディスプレイ）は、マリンターミナルへ移設された。また「鳥羽まちなみ水族館」の企画は、マリンターミナルへ引き継がれた。閉鎖後に港湾センターは取り壊され、跡地に佐田浜第3駐車場が整備された。

## 歴史

### 港湾センター時代（1970年 - 2011年）

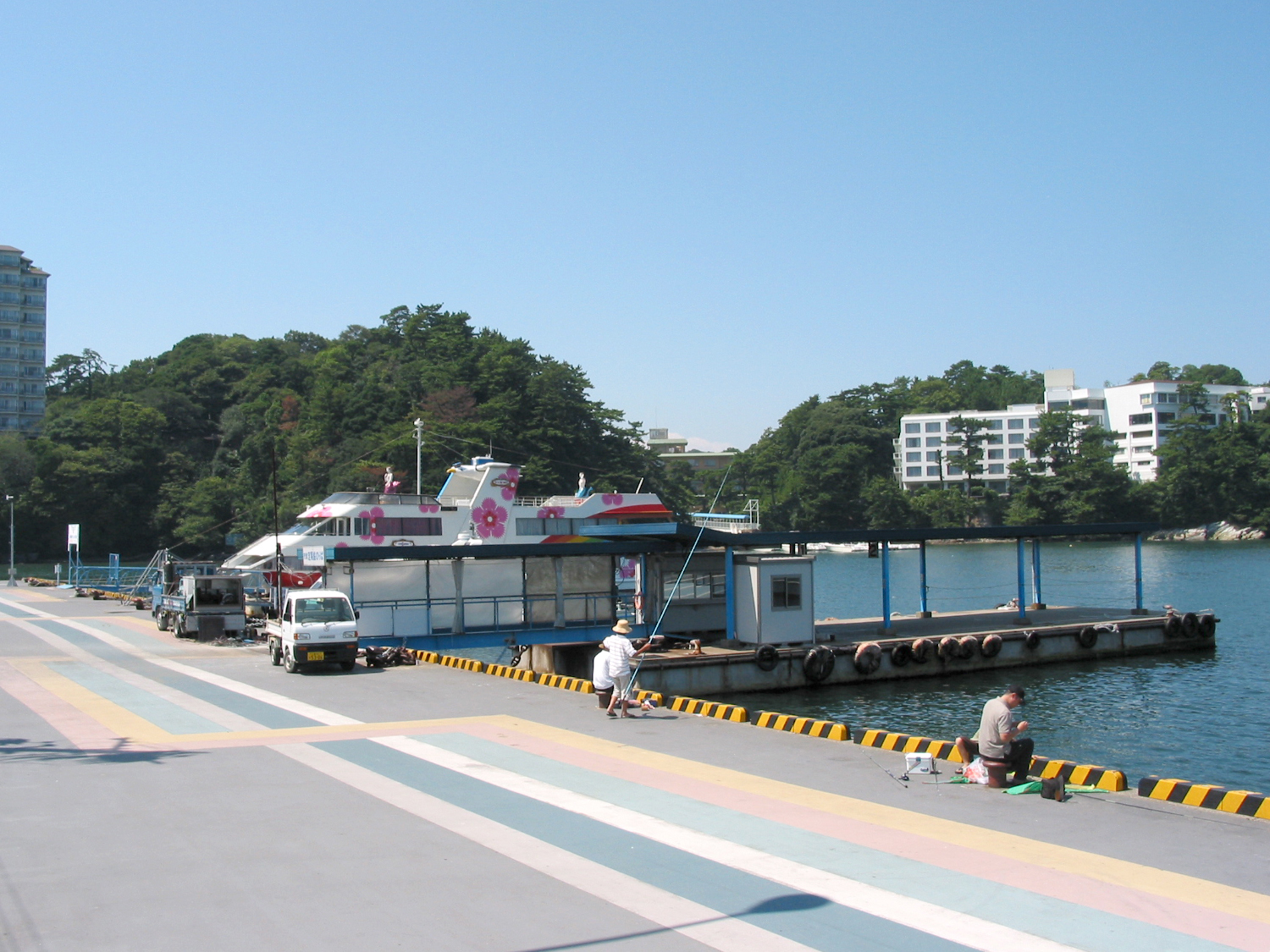
佐田浜桟橋（2006年）

1966年（昭和41年）6月2日、佐田浜海岸を埋め立て、新港を建設する工事の起工式が鳥羽市役所で行われた。1969年（昭和44年）5月には、志摩勝浦観光汽船（現・志摩マリンレジャー）の鳥羽湾めぐり遊覧船と鳥羽市営定期船の乗り場が相次いで岩崎桟橋から新港へ移転した。同年10月、鳥羽港湾センターと鳥羽パールビルが同時に着工し、12月26日に三重県庁、鳥羽市開発公社と志摩勝浦観光汽船、伊勢湾フェリー、名鉄海上観光船の民間3社の出資により、第三セクター「株式会社鳥羽港湾センター」が設立された。
翌1970年（昭和45年）5月1日に公募していた新港の名称が決定し、「佐田浜」と発表された。同年7月に鳥羽港湾センターが竣工し、7月21日に開館式を挙行、鳥羽港湾センターと鳥羽パールビルが同時に開館した。
1985年（昭和60年）12月、佐田浜桟橋が浮桟橋に変更された。この頃、運輸省は「長期港湾整備計画」を策定、日本各地の港湾で再開発事業を計画し、鳥羽市でも1986年（昭和61年）より「鳥羽マリンタウン21」の調査検討を開始した。これは、飛鳥などの2万トン級のクルーズ客船が接岸できる国際観光埠頭を核とした約5 haの埋め立てを国・県・市が行い、民間資金を利用して商業施設などを整備するという計画であった。この中で観光船や市営定期船のターミナルとなる5階建ての「国際旅客センター」の建設が持ち上がり、志摩地方と関係の深い交通系各社と第三セクターを設立して運営主体とし、周辺でビジネスホテルなども経営させることを構想していた。旅客センターの建設地は、マリンタウン21による新規埋立地ではなく、既存の埋立地である佐田浜第一駐車場を予定していた。
1997年（平成9年）に策定された鳥羽マリンタウン21の土地利用計画書では、ターミナルビルを3階建てに縮小し、株式会社鳥羽港湾センターが主体的に建設すると記された。ところが株式会社鳥羽港湾センターは赤字が続き、民間出資者が増資や新たな負担金の拠出に難色を示したため、2001年（平成13年）に鳥羽市が主体的に建設するという方針が示された。この頃にはマリンタウン21は、第1期の埋め立てで桟橋を、第2期の埋め立てでクルーズ客船の埠頭を建造する方針に転換し、第1期は2004年（平成16年）度の完成を見込んでいた。港湾センターは老朽化し、その前の港には10数隻の観光船が隙間なく停泊している状況であった。
2002年（平成14年）になると、三重県は中部国際空港への海上アクセス港を津市に設置することを決め（後の津なぎさまち）、鳥羽市からのアクセスは伊勢湾フェリーが師崎港から中部国際空港に行き先を変更して対応することになったため、鳥羽市はターミナルビル建設計画をいったん棚上げし、三重県はマリンタウン21の第1期工事完了を2008年（平成20年）度に遅らせる判断を下した。しかし2008年（平成20年）度中にも完工せず、2010年（平成22年）度へと再延期された。この間、2009年（平成21年）5月に株式会社鳥羽港湾センターの株主総会が開かれ、マリンターミナルへの移転に伴ってセンターを閉鎖することを議決し、発行していた24,000株（9000万円相当）は2010年（平成22年）中に鳥羽市開発公社が1株1円ですべて買い取り、会社を清算することになった。
2009年（平成21年）10月1日付の『広報とば』で、ようやくマリンターミナルの基本設計内容が市民に公表された。これによると、設計には離島の生活をサポートする施設、海を体感できる施設、人々の出会いを演出する施設、観光・商業を振興する施設、港の夜景を演出する施設の5つの基本方針を反映させ、2階建てで延床面積は約1,370 m2となる予定だとされた。そして2010年（平成22年）3月に建設工事に着工し、2011年（平成23年）2月に竣工した。
港湾センターの閉鎖を前に、2010年（平成22年）11月から翌2011年（平成23年）3月まで「温故知新 ありがとう鳥羽港湾センター」と題した最後のイベントを開催した。このイベントは、地元有志の主催により1階待合室を開業当時からの写真などを展示を行う「メモリアルホール」とし、クリスマスや正月飾りなどの季節的な展示を並行して開催するものであった。翌2011年（平成23年）3月5日に「さよならコンサート」を開催して一連の行事を終了し、同年4月のマリンターミナル開業と同時に港湾センターは閉鎖した。

### マリンターミナル時代（2011年 - ）

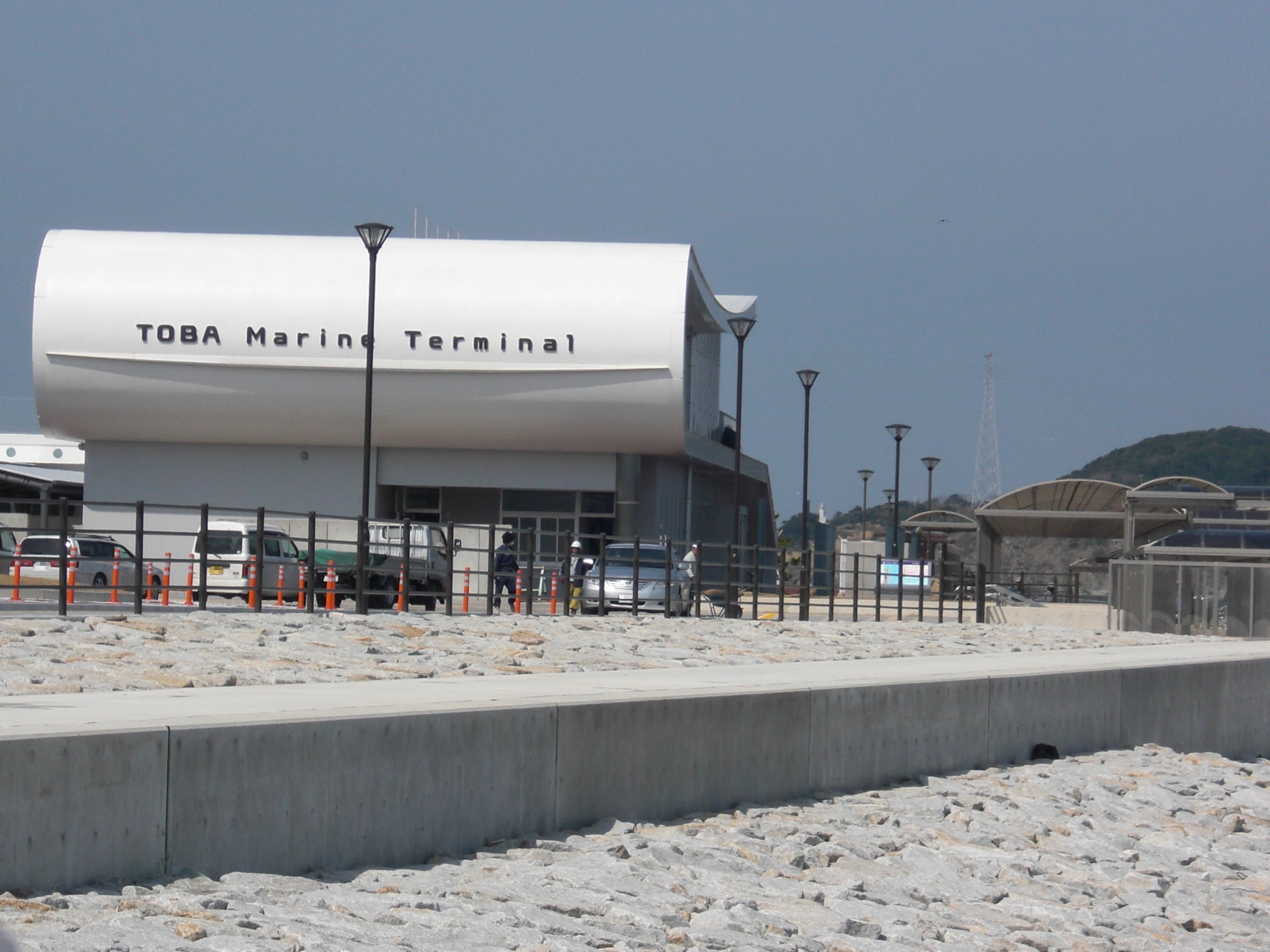
開業直前のマリンターミナル（2011年3月22日）

2011年（平成23年）4月1日の鳥羽マリンターミナル・鳥羽港佐田浜地区の開業を前に、同年3月26日にオープニングイベントが企画されており、観光戦隊イセシマンのショーやとばーがーの販売、新桟橋からフラワーマーメイドで鳥羽湾めぐりに無料招待などの行事が準備されていた。しかし3月11日に東北地方太平洋沖地震が発生したためイベントを自粛し、3月30日に完成式（テープカット）のみが挙行された。4月1日、予定通りに供用を開始した。
マリンターミナル開業に伴い、鳥羽港湾センターを閉鎖し、そこにあった待合施設と定期船事務所がターミナル内に移った。中之郷桟橋にあった機能の集約も同時に行われ、中之郷事務所をマリンターミナルへ統合し、船積み荷物の取り扱いは原則マリンターミナルとし、坂手行きのみ中之郷でも荷物を扱えることとした。さらに中之郷桟橋では寄港便数の削減が行われ、減便分はかもめバスへの乗り継ぎで補うことになった。同年8月には、マリンターミナル周辺で自動車の渋滞が発生した一方、中之郷桟橋への寄港便の減少による島民の通院・買い物の不便と中之郷地区の衰退が顕在化した。そこで市は港湾センターの跡地を駐車場とすること、マリンターミナル - 鳥羽駅 - 中之郷間を結ぶシャトルバスを試行運転することを発表した。このシャトルバスは2012年（平成24年）4月のかもめバスのダイヤ改正に合わせて、かもめバスの路線網に組み込まれた。
2012年（平成24年）3月、中部地方整備局からみなとオアシスとばが認定・登録を受けた。これ以降、鳥羽みなとまつりは、みなとオアシスとばの活動の一環となった。2014年（平成26年）3月、土産物や菓子類を販売していた売店が鳥羽マルシェの開業により経営が成り立たなくなるとして、マリンターミナルから撤退した。撤退理由とされた鳥羽マルシェは同年10月14日に開業し、みなとオアシスとばに加わった。
2015年（平成27年）10月31日と11月1日に、「みなとオアシスとばFesta2015」がマリンターミナルとその周辺で開催された。Festaは伊勢志摩国立公園指定70周年のプレイベントとして開催され、Sea級グルメ全国大会や、鳥羽市出身の山川豊のコンサートなどの催事が行われた。なおSea級グルメ全国大会では、鳥羽マルシェが開発した「サメ春巻」が優勝した。